# Tango uruguayo
El tango uruguayo es un ritmo que tiene sus raíces en los barrios pobres de Montevideo alrededor de 1880. Luego se extendió a otras áreas y países. Como decía Borges: "...el tango es afro montevideano, el tango tiene en su raíz rizos negros...". Citó a Rossi, que sostenía que "...el tango, que los argentinos llaman tango argentino, es hijo de la milonga montevideana y nieto de la habanera . Nació en la Academia de San Felipe (Montevideo), un galpón montevideano utilizado para bailes públicos, entre gánsteres y negros; luego emigró a los bajos fondos de Buenos Aires y tonteó en los salones de Palermo...". Esto también implica que en los barrios de Montevideo, Uruguay, en la última parte del siglo XIX y principios del XX, dieron origen a distintas formas de baile que eran particulares de esa zona y diferentes de Buenos Aires. Está compuesta por una variedad de estilos que se desarrollaron en diferentes regiones de Argentina y Uruguay.
La danza suele ir acompañada de varias formas musicales como:
- Tango
- Milonga
- Vals
- Candombe [cita requerida]

Una de las canciones de tango más famosas y conocidas es La Cumparsita, escrita por Gerardo Matos Rodríguez en Montevideo en 1919. Desde 2007 se celebra en Montevideo un festival anual de una semana de duración para conmemorar el aniversario de La Cumparsita. En el lugar donde se interpretó por primera vez La Cumparsita, en el Palacio Salvo, se encuentra actualmente el Museo del Tango de Montevideo.

## Músicos
Entre los músicos de tango uruguayos famosos se incluyen:
- Manuel Campoamor
- Francisco Canaro
- Horacio Ferrer, poeta uruguayo que contribuyó con las letras de muchas canciones importantes de tango.
- Malena Muyala
- Gerardo Matos Rodríguez
- Enrique Saborido
- Julio Sosa, "El Varón del Tango o "El Hombre del Tango"
- Bajofondo, grupo musical integrado por siete integrantes de Uruguay y Argentina .